# Afronurus philippinensis
Afronurus philippinensis is een haft uit de familie Heptageniidae. De wetenschappelijke naam van de soort is voor het eerst geldig gepubliceerd in 1984 door Flowers & Pescador.
De soort komt voor in het Oriëntaals gebied.